# Julinsköldska cessionen

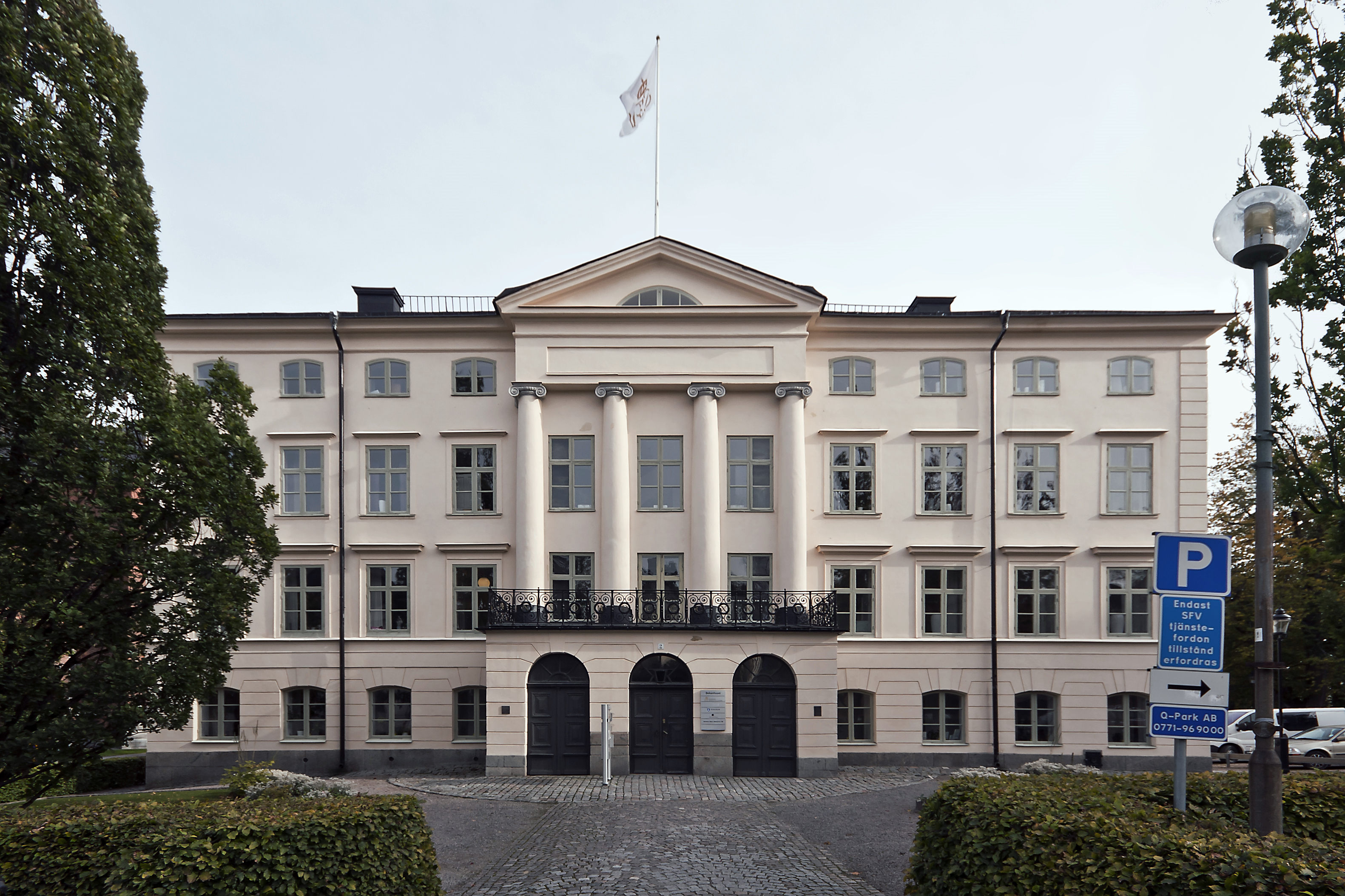
Julinsköldska huset.

Den Julinsköldska cessionen var en händelse under Uppsala universitets historia då universitets räntmästare Petter Julinsköld förskingrade stora summor pengar från bland annat universitetet.
Julinsköld föddes 1709 som Petter Julin och skrevs in som student vid Uppsala universitet som åttaåring. 1740 blev han vid 31 års ålder universitetets räntmästare. Under Julinskölds år som räntmästare var det vanligt att förmögna Uppsalabor lät Julinsköld förvalta deras besparingar mot hög ränta. Verksamheten växte med tiden till ren bankverksamhet. Julinsköld använde kapitalet för att framförallt spekulera mot den svenska riksdalern. Tack vare den höga inflationen under Hattpartiets styre gav Julinskölds spekulationer god avkastning. Med sina förmögenheter kunde Julinsköld uppföra bland annat privatpalatset Dekanhuset, även känt som Julinsköldska huset alldeles intill sitt kontor i Gustavianums bottenvåning. Byggnaden hade 45 uppvärmningsbara rum och var därmed större än både Rector magnificus bostad och Ärkebiskopsgården.
Efter att Mösspartiet tagit makten år 1764 lades den ekonomiska politiken om. Istället för inflation gick riksdalern in i kraftig deflation. Som en följd av detta dubblades det nominella värdet på de lån som Julinsköld tecknat, samtidigt som Julinskölds eget kapital främst fanns i fastigheter och i andra valutor. I ett försök att täcka sina stora privata skulder förskingrade Julinsköld stora summor från universitetet. Julinsköld blev i egenskap av räntmästare till slut tvungen att förklara universitetet i obestånd. Under den revision som följde denna förklaring uppdagades förskingringen och 1768 var Julinsköld tvungen att teckna konkurs. De totala fordringarna på honom uppgick då till 30 ton guld. Enbart universitetets fordring uppgick till 120 643 riksdaler, vilket var dubbelt så mycket som universitetets årliga budget. Fordringen täcktes delvis genom att universitetet exproprierade Julinsköldska huset. Petter Julinsköld själv avled i samband med cessionen.